# ولسوالی بازارک
بازارک یکی از ولسوالی‌های ولایت پنجشیر در شمال خاوری افغانستان است. این ولسوالی از انحلال و تقسیم ولسوالی سابق پنجشیر در ولایت کاپیسا به وجود آمده است.